# السويد في الألعاب الأولمبية الصيفية 2016
نافست السويد في دورة الألعاب الأولمبية الصيفية 2016 في ريو دي جانيرو، البرازيل، من 05-21 أغسطس 2016. وقد تنافس الرياضيين السويديين في كل الألعاب الأولمبية الصيفية في العصر الحديث، باستثناء الألعاب الأولمبية الصيفية 1904 في سانت لويس فقد حضر عدد قليل من المشاركين .